# Microvision
Microvision — первая в мире портативная игровая консоль со сменными картриджами, выпущенная в ноябре 1979 года американской компанией Milton Bradley. Продавалась в Северной Америке и Европе, первоначальная цена составляла $51,25. Всего за три года существования было продано 8 миллионов экземпляров Microvision.

## Описание и история

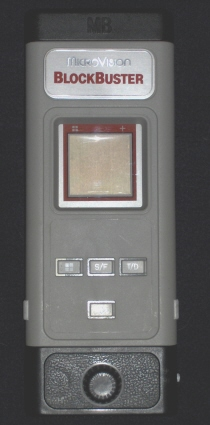
Внешний вид Microvision

Консоль имела маленький монохромный жидкокристаллический экран разрешением 16x16 пикселей. Уникальность Microvision состояла в том, что процессор и кнопки управления находились непосредственно на картридже, на самой консоли был лишь чип для экрана и кнопок и небольшой штурвал. Процессор на картриджах мог быть одним из двух: 8-битный Intel 8021 или 4-битный Texas Instrument TMS1100, каждый частотой 100 кГц. Элементом питания являлась одна (для TMS1100) или две (для Intel 8021) девятивольтовые батарейки. Количество кнопок управления варьировалось от двух до двенадцати, в зависимости от конкретной игры. Дизайнером системы является Джей Смит (англ. Jay Smith), инженер, который разрабатывал впоследствии Vectrex.
Продажи игровой системы от Milton Bradley прекратились уже в 1981 году, причём за последние 2 года было выпущено всего 3 игры. Консоль оказалась технически ненадёжной, да и качество и разнообразие игр оставляло желать лучшего. В основном выявляется три распространённых типа неисправностей: экран становился красным из-за несовершенства жидкокристаллического экрана, выход из строя процессора на картридже вследствие электрических разрядов и поломка контакта между клавишами на картридже и чипом на консоли — распознающий нажатия кнопок чип находился на консоли под слоем тонкого пластика, который постепенно деформировался и в конце концов ломался.
В наше время Microvision и особенно игры к ней являются большой редкостью, стоимость самых редких из них, например Alien Raiders, Cosmic Hunter и Sea Duel, может достигать на интернет-аукционах, таких, как eBay, $100 и более.

## Технические характеристики
| Процессор         | 8-битный Intel 8021 или 4-битный TI TMS1100                      |
| Тактовая частота  | 100 kHz                                                          |
| RAM               | 32 ниббла (16 8-bit bytes, integrated into CPU)                  |
| ROM               | 2 Кб                                                             |
| Разрешение экрана | 16 x 16 пикселей LCD                                             |
| Cartridge ROM     | 2 Кб                                                             |
| Видеопроцессор    | разный (сделанный фирмой Hughes)                                 |
| Звук              | Пьезо-пищалка                                                    |
| Управление        | двенадцатикнопочная клавиатура, один паддл                       |
| Источник энергии  | одна (для TMS1100) или две (для Intel 8021) 9-вольтовых батареек |

## Игры
Всего на Microvision было выпущено 13 игр, из них 7 в 1979 году, по 2 в 1980—1981 и 1 в 1982 году. Игра Blockbusters шла в комплекте с консолью и была самой популярной. Последней игрой, выпущенной для Microvision стала появившаяся только на европейском рынке игра Super Blockbuster.

### Список игр
- 1979
  - Block Buster
  - Bowling
  - Connect Four
  - Mindbuster
  - Pinball
  - Star Trek: Phaser Strike
  - Vegas Slots
- 1980
  - Baseball
  - Sea Duel
- 1981
  - Alien Raiders
  - Cosmic Hunter
- 1982
  - Barrage (разработка была прекращена)
  - Super Blockbuster (вышла только в Европе)

### Названия игр
Названия игр могли отличаться в зависимости от того, в какой стране они продавались.
| Оригинальное название   | Название в Германии | Название во Франции | Название в Италии |
| ----------------------- | ------------------- | ------------------- | ----------------- |
| Alien Raiders           | Blitz!              |                     | Blitz             |
| Baseball                |                     |                     |                   |
| Block Buster            | Blockbuster         | Demolisseur         | Block Buster      |
| Bowling                 | Bowling             |                     | Bowling           |
| Connect Four            | 4 gewinnt           | Puissance 4         | Forza 4           |
| Cosmic Hunter           |                     |                     |                   |
| Mindbuster              |                     |                     |                   |
| Pinball                 | Pinball             | Billard             | Flipper           |
| Sea Duel                | Sea Duel            |                     | Duello sul Mare   |
| Star Trek Phaser Strike | Shooting Star       | Cannon Phaser       | Shooting Star     |
| Super Blockbuster       | Super Blockbuster   |                     | Super Blockbuster |
| Vegas Slots             |                     |                     |                   |